# Edward Pellew, 1. Viscount Exmouth

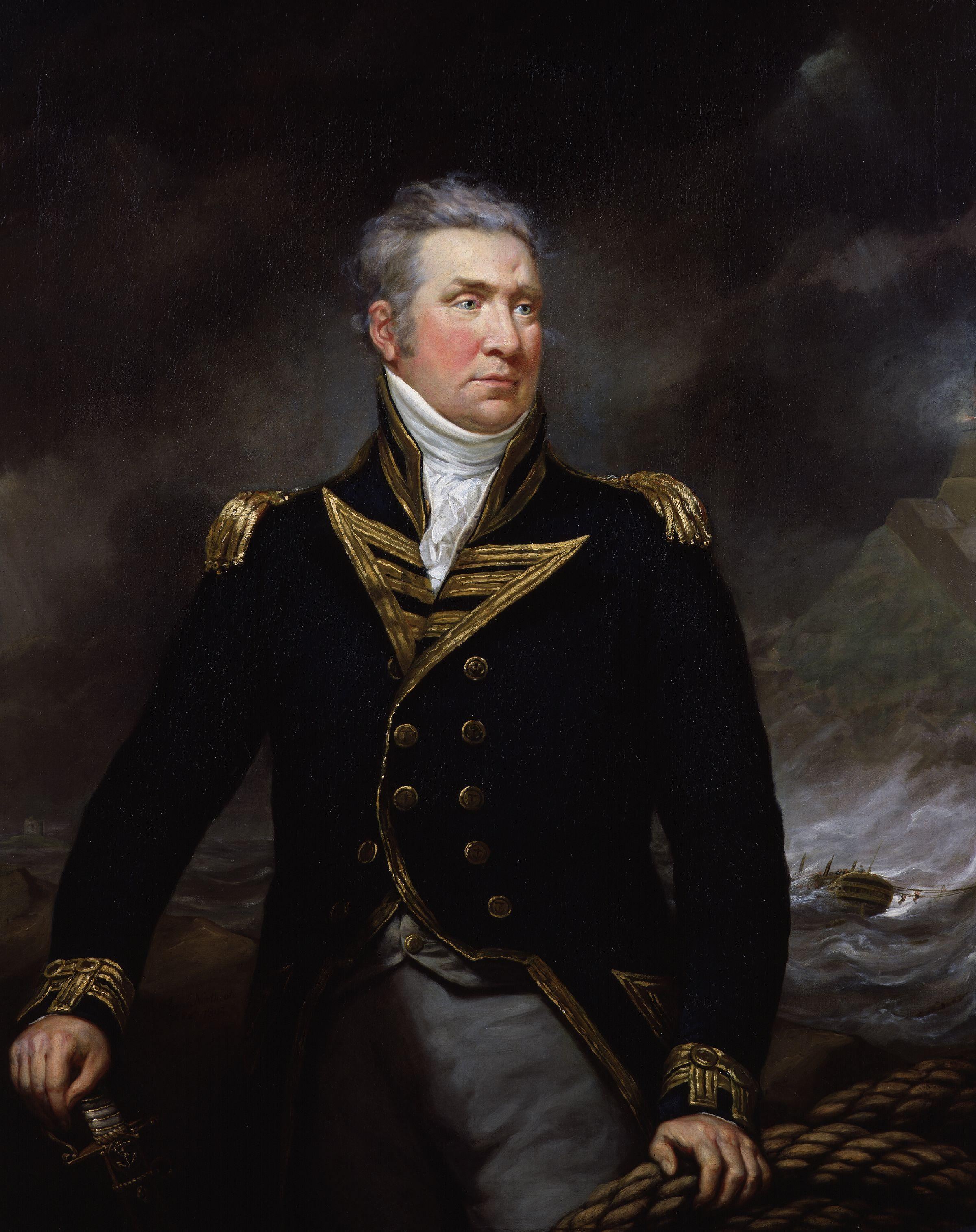
Edward Pellew, 1. Viscount Exmouth

Edward Pellew, 1. Viscount Exmouth, GCB, (* 19. April 1757 in Dover; † 23. Januar 1833 in Teignmouth, Devon) war ein britischer Marineoffizier und Admiral. Er war einer der profiliertesten Schiffskapitäne der Nelson-Ära und wurde vor allem durch die Bombardierung Algiers im August 1816 und die Befreiung der christlichen Sklaven bekannt.

## Leben

### Kindheit und Jugend
Edward Pellew entstammte einer ehemals wohlhabenden Kaufmanns- und Seefahrerfamilie, die, möglicherweise ursprünglich aus der Normandie kommend, sich im Westen Cornwalls niedergelassen hatte. Er war weitläufig mit dem englischen Sklaven Thomas Pellow verwandt. Edwards Vater, Samuel Pellew, war Kapitän eines Paketschiffs und heiratete erst mit 40 Jahren Constance Langford. Als er 1765 starb, hinterließ er eine Witwe und sechs Kinder, die noch zu jung waren, sich ihren eigenen Lebensunterhalt zu verdienen. Das älteste Kind, Samuel, war elf Jahre alt, die zweitältesten, Edward und seine Zwillingsschwester Catherine, waren acht. Da seine Mutter wieder heiratete, lebte Edward fortan im Haushalt seiner Großmutter in Penzance, wo er auch zur Schule ging. Er war zwar fast mittellos, aber, da aus einer alteingesessenen Familie stammend, nicht ohne Protektion. Hugh Boscawen, 2. Viscount Falmouth, der ältere Bruder des verstorbenen Admirals Edward Boscawen, nahm sich seiner an. Auf dessen Vermittlung hin trat Edward am 26. Dezember 1770, im Alter von 13 Jahren, als Captain’s Servant an Bord der HMS Juno, deren Kapitän ein ehemaliger Bootsmann Boscawens war, in die Royal Navy ein.

### Amerikanischer Unabhängigkeitskrieg
Pellew diente im Amerikanischen Revolutionskrieg. Nach der Kapitulation des Generals John Burgoyne bei Saratoga wurde er gefangen, jedoch auf Ehrenwort entlassen. Am 9. Januar 1778 wurde er zum Lieutenant befördert. Er zeichnete sich am 15. Juni 1780 als erster Offizier der Apollo bei der Eroberung der französischen Freibeuter-Fregatte Stanislaus vor Ostende besonders aus und wurde daraufhin am 1. Juli 1780 zum Commander befördert. Nachdem er im April 1782 als Kommandant der Pelican vor der Île de Batz drei französische Freibeuter gezwungen hatte, ihre Schiffe auf den Strand zu setzen, wurde er für diese Tat am 25. Mai 1782 zum Post-Captain befördert. Von 1786 bis 1789 war er auf Neufundland stationiert.

### Napoleonische Kriege
Beim Beginn des Revolutionskriegs 1793 nahm er am 18. Juni 1793 als Befehlshaber der 36-Kanonen-Fregatte Nymphe nach heftigem Kampf das erste französische Schiff, die Fregatte Cléopâtre (40 Kanonen, Kapitän Jean Mullon). Dies war bemerkenswert, insofern die Nymphe nicht mit kriegserfahrenen Marinesoldaten bemannt war, sondern vor allem mit Rekruten aus den walisischen Bergwerken, die für diese Expedition angeheuert worden waren. In Anerkennung seiner Leistung wurde Edward Pellew am 28. Juni 1793 zum Knight Bachelor geschlagen.
1794 erhielt er das Kommando über die Arethusa (38 Kanonen) und zwang in einem Kampf mit dem französischen Fregattengeschwader vor der Île de Batz die Pomona (44 Kanonen) zur Kapitulation. Als im selben Jahr das westliche Geschwader vergrößert und geteilt wurde, erhielt Pellew auf der Indefatigable (44 Kanonen) das Kommando über das zweite Geschwader. In diesem Kommando zeichnete er sich so sehr aus, besonders als er mit großem persönlichem Wagemut die gesamte Besatzung des schiffbrüchigen Transporters Dutton rettete (26. Januar 1796), dass ihm am 18. März 1796 der erbliche Adelstitel eines Baronet, of Treverry in the County of Cornwall, verliehen wurde. Am 13. Januar 1797 bekämpfte sein Schiff Indefatigable gemeinsam mit der Fregatte Amazon (36 Kanonen) die deutlich größere französische Droits de l’Homme, ein Linienschiff mit 74 Kanonen. Durch geschicktes Manöver in stürmischem Wetter konnte die Überlegenheit der Droits de l’Homme durch die beiden britischen Fregatten ausgeglichen werden und sowohl Droits de l’Homme als auch Amazon gingen verloren.
1798 wechselte er an Bord der Impetueux (74 Kanonen) zur Kanalflotte, blockierte 1799 Rochefort und wurde 1801 Colonel der Royal Marines. 1802 wurde er als Abgeordneter für Barnstaple in Devon ins britische House of Commons gewählt und hatte dieses Mandat bis 1804 inne. Im Parlament hielt er zu den Tories und unterstützte Pitt tatkräftig.
Beim erneuten Kriegsbeginn 1803 blockierte er die vereinigte spanische und französische Flotte in Ferrol und wurde zum 1804 Rear-Admiral befördert und zum Kommandeur der britischen Seestreitkräfte in Ostindien ernannt, wo er die dänischen Besitzungen eroberte, mehrere französische Kreuzer ausschaltete und so die Seewege für die britischen Handelsschiffe sicherte. 1808 wurde er zum Vice-Admiral befördert.
1809 kehrte er nach Großbritannien zurück und wurde 1810 Befehlshaber der Seestreitkräfte in der Nordsee, als welcher er die Schelde blockierte, und 1811 Kommandeur im Mittelmeer. Er bereitete sich eben zur Belagerung von Genua und Livorno vor, als Napoleons Abdankung dem Krieg ein Ende machte. 1814 wurde er zum Admiral befördert. Am 1. Juni 1814 wurde er als Baron Exmouth, of Canonteign in the County of Devon, zum Peer erhoben und wurde dadurch Mitglied des House of Lords. Im folgenden Jahr wurde er als Knight Commander des Order of the Bath (KCB) ausgezeichnet.
Nach Napoleons Rückkehr von Elba wirkte er als Kommandeur der britischen Seemacht im Mittelmeer für die Wiedereinsetzung der Bourbonen in Neapel, und 1816 zwang er in Verbindung mit einem niederländischen Geschwader den Bey von Algier durch die Bombardierung seiner Hauptstadt, bei der dessen Flotte größtenteils zerstört wurde, zur Freilassung der Christensklaven und zur Erklärung, den Sklavenhandel mit christlichen Gefangenen zu beenden. Zur Belohnung erhielt er den Dank des Parlaments und am 10. Dezember 1816 den erblichen Adelstitel eines Viscount Exmouth. Edward Belcher, der als junger Mann auf der Superb an dieser Militäraktion teilgenommen hatte, benannte 1852 eine Insel im kanadisch-arktischen Archipel Exmouth Island. Das ihm 1817 verliehene Amt des Hafenkommandanten von Plymouth legte er 1820 nieder. 1832 wurde er zum Knight Grand Cross des Order of the Bath (GCB) erhoben.

### Tod
Admiral Edward Pellew, 1. Viscount Exmouth, starb am 23. Januar 1833 im Alter von 76 Jahren auf seinem Landsitz, West Cliff House in Teignmouth, Devon, und wurde im Familiengrab in der St James’ Parish Church in Christow, Devon, beigesetzt.

## Familie
Aus der Ehe mit Susan Frowde (1756–1837), Tochter von Sir James Frowde aus Knoyle, Wiltshire, gingen vier Söhne und zwei Töchter hervor.
- Hon. Emma Mary Pellew (1785–1835) ⚭ Sir Lawrence William Halsted (1764–1841), Admiral der Royal Navy;
- Pownoll Bastard Pellew, 2. Viscount Exmouth (1786–1833), Captain der Royal Navy, ⚭ (1) Eliza Harriet Barlow, ⚭ (2) Georgina Janet Dick;
- Hon. Sir Fleetwood Broughton Reynolds Pellew (1789–1861), Admiral der Royal Navy, ⚭ (1) Harriet Webster, ⚭ (2) Cécile Drummond;
- Hon. Julia Pellew (1789–1831) ⚭ Richard Harward († 1845), Captain der Royal Navy;
- Very Rev. Hon. George Pellew (1793–1866), anglikanischer Priester, Dekan von Norwich, Schriftsteller, ⚭ Hon. Frances Addington († 1870), Tochter des Premierministers Henry Addington, 1. Viscount Sidmouth;
- Rev. Edward Pellew (1799–1869), anglikanischer Priester.

Lord Exmouth’ jüngerer Bruder war Sir Israel Pellew (1758–1832), ebenfalls Admiral und als Kommandant der HMS Conqueror Teilnehmer der Schlacht von Trafalgar 1805.

## Künstlerische Rezeption
Pellew kommt als Nebenfigur in den von C. S. Forester verfassten Romanen um den Seehelden Horatio Hornblower vor. In der britischen Fernsehserie, die auf diesen Romanen basiert, wird er von dem Schauspieler Robert Lindsay verkörpert.

## Sonstige Ehrungen
1802 gab Matthew Flinders einer Inselgruppe vor der Nordküste Australiens zu Ehren Pellews den Namen Sir-Edward-Pellew-Inseln.
Die Royal Navy benannte nach ihm bislang vier Schiffe als HMS Pellew und fünf Schiffe als HMS Exmouth.